# Mariella Ahrens
Pour les articles homonymes, voir Ahrens, Faber et Castell.
Mariella Ahrens ou Mariella von Faber-Castell (née le 2 avril 1969 à Leningrad, URSS) est une actrice allemande, devenue comtesse après son mariage en décembre 2006 avec le comte Patrick von Faber-Castell.

## Biographie
Mariella Ahrens est la fille d'un informaticien allemand et d'une ophtalmologiste bulgare.
Elle reçoit sa formation d'actrice à la Fritz-Kirchhoff-Schauspiel-Schule (école d'acteurs Fritz Kirchhoff) Der Kreis (le Cercle) de Berlin. Elle fréquente le Kleines Theater Berlin-Mitte (« petit théâtre de Berlin-centre »), la Haus der Jungen Talente (maison des jeunes talents) et apparaît dans des téléfilms.
Elle gagne en notoriété avec Au rythme de la vie, Für alle Fälle Stephanie, Die Straßen von Berlin, avec Motorradcops ainsi qu'avec quelques productions de ZDF : Die Wüstenrose, Traumzeit...
Depuis 2005, Mariella Ahrens incarne Lisa Sturm dans la série En quête de preuves (Im Namen des Gesetzes).
Elle a été mariée à l'investisseur Jost Paffrath (séparés en 2004). Elle avait auparavant eu une fille, Isabella, née en 1999, de Dragan Banic. Depuis le 12 décembre 2006, elle est mariée au comte Patrick von Faber-Castell. Le 24 mars 2007, elle met au monde une fille, Lucia Carolina Maria.